# Municipio de Morris (condado de Texas)
El municipio de Morris (en inglés: Morris Township) es un municipio ubicado en el condado de Texas en el estado estadounidense de Misuri. En el año 2010 tenía una población de 798 habitantes y una densidad poblacional de 3,7 personas por km².

## Geografía
El municipio de Morris se encuentra ubicado en las coordenadas 37°16′41″N 92°9′57″O / 37.27806, -92.16583. Según la Oficina del Censo de los Estados Unidos, el municipio tiene una superficie total de 215.96 km², de la cual 215,73 km² corresponden a tierra firme y (0,11 %) 0,23 km² es agua.

## Demografía
Según el censo de 2010, había 798 personas residiendo en el municipio de Morris. La densidad de población era de 3,7 hab./km². De los 798 habitantes, el municipio de Morris estaba compuesto por el 95,24 % blancos, el 0,5 % eran afroamericanos, el 0,25 % eran amerindios, el 0,13 % eran asiáticos, el 0,38 % eran de otras razas y el 3,51 % eran de una mezcla de razas. Del total de la población el 2,38 % eran hispanos o latinos de cualquier raza.